# La Victime no 8

La Victime n° 8 (en espagnol La víctima número 8) est une série télévisée espagnole produite par Marc Cistaré et diffusée sur les chaînes Telemadrid et ETB 2 en 2018.
Les droits internationaux ont par la suite été rachetés par Netflix pour en permettre sa diffusion sur la plateforme.

## Synopsis
Une attaque terroriste a lieu en plein centre de Bilbao, faisant une trentaine de blessés et ôtant sur le coup la vie à 7 personnes.
L'enquête policière cherche les coupables et entraîne suspects et innocents dans une spirale infernale qui se transforme alors en véritable enquête personnelle autour de la huitième victime.

## Distribution
Acteur principaux
- Cesar Mateo : Omar Jamal Salama
- María de Nati : Edurne Aranguren
- Verónika Moral : Koro Olaegi
- Iñaki Ardanaz : Gaizka Azkárate
- Farah Hamed : Adila Salama
- Lisi Linder : Almudena Ortiz Cano
- Khaled Kouka : Ibrahim Jamal
- Alfonso Torregrosa : José María Azkárate
- Óscar Zafra : Juan Antonio Gorostiza
- Marcial Álvarez : Juan Echevarría "Eche"

Acteur récurrents
- Youssef Bougarouame : Aissa Jamal Salama
- Son Khoury : Zakir Jamal Salama
- Iñaki Font : Gorka Azkárate
- Auritz Salteráin : Iker Azkárate
- Itziar Aizpuru : María

## Épisodes

### Saison 1
1. Omar
2. Les miracles n'existent pas
3. Commencer à y croire
4. Le Coup de grâce
5. Une théorie débile
6. Un requin qui nous rendra tous plus riches
7. Le Syndrome de nidification
8. La Voie facile ou la Voie difficile